# Tucker Barnhart
Tucker Jackson Barnhart, född den 7 januari 1991 i Indianapolis i Indiana, är en amerikansk professionell basebollspelare som spelar för Detroit Tigers i Major League Baseball (MLB). Barnhart är catcher.
Barnhart har tidigare spelat för Cincinnati Reds (2014–2021). Han har vunnit två Gold Glove Awards.

## Karriär

### Major League Baseball

#### Cincinnati Reds

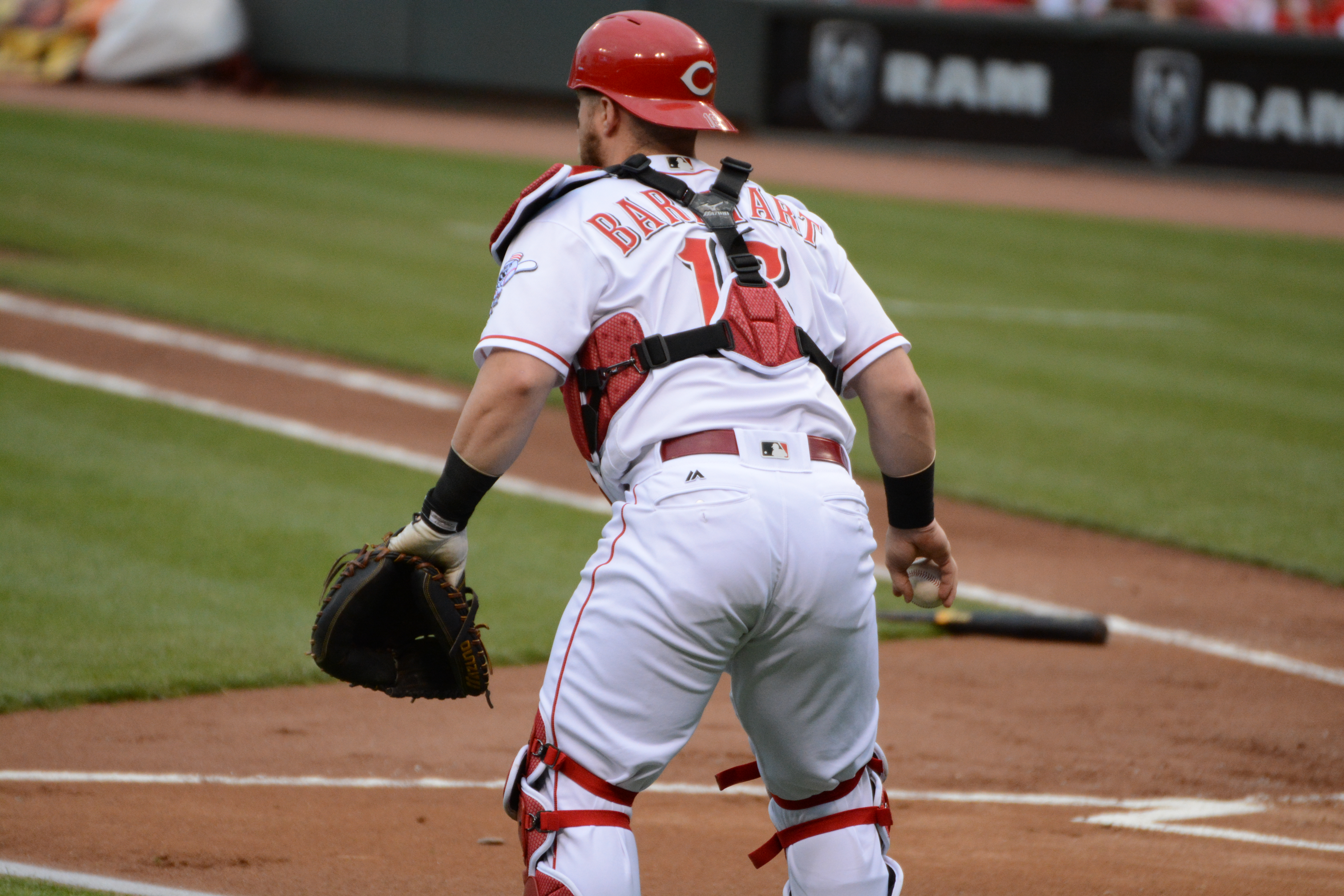
Barnhart i Cincinnati Reds dräkt 2017.

Barnhart draftades av Cincinnati Reds 2009 som 299:e spelare totalt direkt från high school och redan samma år gjorde han proffsdebut i Reds farmarklubbssystem.
Efter fem säsonger i farmarligorna debuterade Barnhart i MLB den 3 april 2014, men efter bara två matcher skickades han ned till Reds högsta farmarklubb Louisville Bats. Han var uppe i moderklubben igen i slutet av april till mitten av maj, för två matcher i början av juli, för en match i mitten av augusti och slutligen i stort sett hela september. För Reds spelade han under säsongen 21 matcher med ett slaggenomsnitt på låga 0,185, en homerun och en RBI (inslagen poäng).
2015 fick Barnhart inleda i Louisville, men han kallades upp till Reds redan i mitten av april och blev sedan kvar där resten av säsongen. På 81 matcher hade han ett slaggenomsnitt på mer respektabla 0,252, tre homeruns och 18 RBI:s.
Barnhart var under 2016 års säsong Reds ordinarie catcher och spelade 115 matcher. Hans slaggenomsnitt var marginellt högre än föregående säsong, 0,257, och han hade sju homeruns och 51 RBI:s. Även under 2017 var Barnhart förstavalet som catcher för Reds; han höjde sitt slaggenomsnitt till 0,270 och hade återigen sju homeruns med 44 RBI:s på 121 matcher. Mot slutet av säsongen skrev han på ett fyraårskontrakt med Reds värt åtminstone 16 miljoner dollar och som även innehöll en möjlighet för klubben att förlänga kontraktet ett år för ytterligare 7,5 miljoner dollar. Efter säsongen vann han en Gold Glove Award som bästa defensiva catcher i National League. Det var första gången sedan 1977 som en Reds-catcher vann priset – då var det National Baseball Hall of Fame-medlemmen Johnny Bench. Barnhart fick priset bland annat eftersom han var bäst i ligan med 44 % caught stealing och bara hade en error på 926,1 inningar som catcher.
2018 spelade Barnhart 138 matcher med ett slaggenomsnitt på 0,248, tio homeruns och 46 RBI:s. I slutet av 2019 års säsong övergick han från att vara en switch hitter till att enbart slå från vänster sida av hemplattan. Den säsongen sjönk hans slaggenomsnitt till 0,231 och han hade elva homeruns och 40 RBI:s på 114 matcher. Under den av covid-19-pandemin kraftigt förkortade säsongen 2020 spelade han bara 38 matcher, under vilka hans slaggenomsnitt sjönk ytterligare till 0,204 samtidigt som han hade fem homeruns och 13 RBI:s. Defensivt hade han en bättre säsong och belönades med sin andra Gold Glove Award efter att bland annat inte ha gjort en enda error på 272,1 inningar som catcher.
Höjdpunkten under 2021 års säsong för Barnhart kom den 7 maj då han var catcher när Wade Miley pitchade en no-hitter. Sett över hela säsongen var Barnharts slaggenomsnitt 0,247 och han hade sju homeruns och 48 RBI:s på sina 116 matcher.
I november 2021 trejdade Reds Barnhart till Detroit Tigers.

#### Detroit Tigers
Bara några dagar efter bytesaffären utnyttjade Tigers möjligheten att förlänga Barnharts kontrakt ett år. Inför 2022 års säsong gick Barnhart tillbaka till att vara switch hitter.

## Privatliv
Barnhart och hans fru Sierra fick sitt första barn, sonen Tatum, 2017 och en andra son, Benson, 2020.